# الحجف (القفر)

تعديل مصدري - تعديل

الحجف محلة تابعة لقرية سطاح، التابعة لعزلة بني سيف العالي بمديرية القفر إحدى مديريات محافظة إب في الجمهورية اليمنية، بلغ تعداد سكانها 34 حسب تعداد اليمن لعام 2004.